# Jaws of Death
Jaws of Death — второй альбом немецкой хеви/пауэр-метал-группы Primal Fear, выпущенный в 1999 году. Версия для Японии также содержит бонус-трек «Horrorscope». Альбом поднимался до 49-го места в чартах Германии и до 47-го — в Японии.

## Список композиций
1. Jaws of Death — 0:22
2. Final Embrace — 5:07
3. Save a Prayer — 3:37
4. Church of Blood — 5:14
5. Into the Future — 4:05
6. Under Your Spell — 5:36
7. Play to Kill — 4:01
8. Nation in Fear — 5:24
9. When the Night Comes — 5:15
10. Fight to Survive — 5:59
11. Hatred in My Soul — 4:55
12. Kill the King (кавер-версия Rainbow) — 4:32

## Участники записи
- Ральф Шиперс — вокал;
- Том Науманн — гитара/клавишные;
- Мэт Синнер — бас-гитара/клавишные/бэк-вокал;
- Клаус Шперлинг — ударные и подпевки
- Стефан Лейбинг — гитара.

Продюсер - Мэт Синнер
Смикшировано - The Hollywood Blasers
Инженерная работа - Achim Kohler
Второй инженер - Стефан Лейбинг
Записано на студии Morrisound, Тампа, Флорида
Ассистенты - Mitch Howell и Robert Valdez
Записи на студии House Of Music, Уинтербах, Германия
Ассистент - Ingmar Schelzel
Оформление обложки - Stefan Lohrmann
Фотографии - Rainer Ill, Matthias Moser, Martin Fust
Музыка и слова всех песен - Primal Fear
"Kill The King" - слова и музыка - Блэкмор, Дио, Пауэлл